# Benjamin Hornigold
Kapitän Benjamin Hornigold (* 1680 in Norfolk; † 1719 vor Mexiko) war Kaperfahrer im Auftrag der britischen Krone im Spanischen Erbfolgekrieg, zwischen 1716 und 1717 als Pirat aktiv, später Piratenjäger.

## Leben
Kapitän Hornigold verließ New Providence zusammen mit „Blackbeard“ Edward Thatch in seiner Crew. Er erbeutete eine Schaluppe, die er Thatch unterstellte. Sie plünderten 1717 sechs Schiffe vor der amerikanischen Küste und gingen in der Karibik auf Beutezug. Am 28. November 1717 erbeuteten sie ein französisches Schiff voller Gold, Edelsteine, Sklaven und anderer Beutestücke, die La Concorde unter dem Kommando von Kapitän Pierre Dosset. Hornigold übergab die La Concorde an Blackbeard, der sie in Queen Anne’s Revenge umbenannte. Danach trennten sich ihre Wege. Vier Besatzungsmitglieder der La Concorde schlossen sich Blackbeard an. Weitere wurden von Blackbeard auf der Grenadineninsel Bequia ausgesetzt. Die übrige Besatzung, unter ihnen der Koch, der Chirurg und der Lotse, wurden von Blackbeard in Dienst gepresst. Der Gesamtwert der Beute betrug über 1000 £.
Blackbeard ging nach Amerika und Hornigold nach New Providence. Als Woodes Rogers, ebenfalls früherer Kaperer, zum Gouverneur der Bahamas ernannt wurde, nahm Hornigold dessen Angebot des Königlichen Pardons an. Rogers beauftragte Hornigold, andere Piraten zu jagen, unter ihnen John Auger und Charles Vane. Im Jahr 1719 wurde Hornigold nach Mexiko auf eine Handelsreise geschickt. Dabei lief sein Schiff auf ein Riff fern der Küste und sank. Die gesamte Besatzung und Hornigold selbst fanden dabei den Tod.